# Der Zusammenhang
Der Zusammenhang, auch unter dem Titel Tote Richter reden nicht publiziert, ist ein Roman von Leonardo Sciascia und wurde in Italien 1971 unter dem Originaltitel Il contesto veröffentlicht. Sciascia selbst bezeichnet das Werk als eine Parodie.

## Handlung
Staatsanwalt Varga wird inmitten der Untersuchungen und des Prozesses Reis ermordet. Der von Journalisten als einer der scharfsinnigsten bezeichnete Inspektor Americo Rogas wird mit den Ermittlungen beauftragt. Kurze Zeit darauf stirbt etwa einhundert Kilometer entfernt der Richter Salza in Ales und weitere vier Tage später der Richter Azar in Chiro. Hinzu kommen die Ermordeten Calamo, Resto und in Rom stirbt Staatsanwalt Perro. Insgesamt werden über zehn Staatsanwälte und Richter ermordet. Inspektor Rogas ermittelt, das Varga und Azar bei Gerichtsverfahren in Algo zusammengearbeitet haben, bei allen anderen fehlt der Zusammenhang. Rogas Verdacht fällt so auf den ehemaligen Apotheker Cres, der angeblich versuchte, seine Frau mit schwarzem Reis zu vergiften und daraufhin Jahre zuvor zu fünf Jahren verurteilt wurde. Die damalige Verurteilung beruhte auf der Anzeige seiner Frau, die nach ihren Angaben nur durch Zufall dem Giftanschlag entging, indem sie aus Zufall das für sie bestimmte Essen der Katze gab, die daraufhin starb. Rogas dagegen vermutet, dass Cres unschuldig verurteilt wurde und sich nun an den Richtern und Staatsanwälten rächen will. Seine Theorie basiert darauf, dass Cres offenbar verschwunden ist. Diese Vermutungen werden allerdings nicht vom Präsident des Obersten Gerichtes, Riches, geteilt. Riches sieht die Urheberschaft für die Attentate in der Nähe der Partei PRI (Partito Rivoluzionario Internazionale) und deren Generalsekretär Amar. Nach weiteren Ermittlungen von Rogas führt die Spur aber wieder zurück zum Obersten Gericht, wo Rogas den Verdächtigen Cres vermutet. Zudem verdächtigt er Riches der Urheberschaft der Verbrechen. Nach Beratungen mit seinem Freund Cusan und der Ankündigung, sich mit Amar zu treffen, hört Cusan mehrere Tage nichts mehr von seinem Freund, bis in den Nachrichten die Meldung verbreitet wird, Rogas und Amar seien in einem Museum gestorben. Kurz darauf verstirbt auch Riches nach einem Attentat in seinem Haus und Cusan fürchtet um sein Leben, bis er vom Vizesekretär der PRI mit den Worten „Staatsräson“ und „Parteiräson“ darüber aufgeklärt wird, dass es für die Revolution der falsche Zeitpunkt sei. Der Mord an Amar wird Rogas aufgrund falscher Protokolle zugeschrieben.

## Nachwort
- Obwohl das Buch für einige Kritiker ein klassischer Mafiaroman eines Sizilianers ist, legt Sciascia in seinem Nachwort Wert darauf, dass die Handlung in einer imaginären Umwelt spielt. Sie könnte seinen Worten zufolge in Sizilien, in Italien, aber ebenso gut in der ganzen Welt beheimatet sein.
- Sciascia gibt an, den Text zwei Jahre in der Schublade aufbewahrt zu haben. Zuerst habe ihm das Thema Spaß gemacht, letztendlich aber nicht mehr.

## Kritiken
- Dieser Krimiklassiker des sizilianischen Autors Leonardo Sciascia vereint genreübliche knisternde Spannung mit intellektuellen Erörterungen über das Wesen der Macht, über den Zerfall von Prinzipien und die Korrumpierbarkeit der Politik. Dietmar Adam
- Für Leser, die hauptsächlich beim Lesen vom Alltag „abschalten“ wollen, ist „Der Zusammenhang“ trotz seines mit Ironie gespickten Auftaktes aufgrund des etwas verquer erscheinenden Endes nur eingeschränkt zu empfehlen. Ansonsten glänzt Sciascia in bewohnter Manier, wenngleich meines Erachtens „Der Tag der Eule“ und der bereits erwähnte Roman „Tote auf Bestellung“ vorzuziehen sind. Dennoch: Sciascia ist (bzw. war) einer der großen Erzähler Italiens und so bietet auch dieses Werk sehr wohl lesenswerte, kurzweilige Unterhaltung zu den eingangs erwähnten Themen.

## Ausgaben
- Sciascia, Leonardo: Der Zusammenhang, 2001, Aufbau-Verlag, ISBN 978-3-7466-1787-9
- Sciascia, Leonardo: Tote Richter reden nicht, 1988, dtv, ISBN 978-3-423-10892-8
- Sciascia, Leonardo: Il contesto. Una parodia, 1999, Feltrinelli, ISBN 88-07-81523-0

## Verfilmung
Das Werk von Sciascia wurde 1976 unter der Regie von Francesco Rosi unter dem Titel Die Macht und ihr Preis verfilmt. Hauptdarsteller waren Alain Cuny, Fernando Rey, Max von Sydow, Charles Vanel und Lino Ventura. Der Originaltitel lautete Cadaveri eccellenti (ital.).